# Chronique X
La Chronique X est un hypothétique codex mésoaméricain du XVIe siècle dont aucun exemplaire ne semble avoir survécu et qui aurait servi de source commune à la Crónica mexicana de Fernando Alvarado Tezozómoc et à l'Historia de las Indias de Nueva España y Islas de Tierra Firme de Diego Durán, qui ont ensuite eux-mêmes été adaptés par Juan de Tovar et José de Acosta et constituent une des principales sources d'informations écrites sur le Mexique préhispanique.
C'est Robert Barlow qui a remarqué le premier, dans son article en espagnol La Crónica X publié en 1945, les ressemblances entre les écrits de Tezozomoc et Durán, et a émis l'hypothèse qu'ils avaient une source commune. C'est également lui qui a baptisé ce manuscrit hypothétique Chronique X.